# Будкин, Павел Алексеевич
Павел Алексеевич Будкин (1883—1919) — революционер, участник Гражданской войны в России.

## Биография
Потомственный рабочий Иваново-Вознесенска. Член РСДРП с 1903 года. Вёл революционную работу в Иваново-Вознесенском фабричном районе. Был сослан на поселение в Пермскую губернию. После окончания ссылки в конце 1916 года приехал в Ярославль.
Активный участник Февральской и Октябрьской революций. Член Ярославского городского бюро РСДРП(б) и исполнительного комитета Ярославского городского Совета рабочих и солдатских депутатов. Делегат V Всероссийского съезда Советов. Как член Военно-революционного комитета, вместе с большевиками Н. А. Пожаровым, А. Я. Громовым и другими, руководил подавлением антибольшевистского восстания в Ярославле. Погиб на Южном фронте в 1919 году.

В газете «Известия» о его смерти сообщалось:
«Будучи окружен казачьим отрядом и не имея никакой надежды на прорыв, застрелил нескольких казаков и, чтобы не сдаться живым в их руки, последней пулей застрелил покончил собою»
В 1924 году в его честь переименована Прогонная улица в Ярославле.

## Источник
- Будкин Павел Алексеевич. aboutrybinsk.narod.ru
- Штаб северного фронта. Пыль забытых дорог